# Kurkocin
Kurkocin (za II RP Kurkosin) – wieś w Polsce położona w województwie kujawsko-pomorskim, w powiecie wąbrzeskim, w gminie Dębowa Łąka. W latach 1975–1998 miejscowość administracyjnie należała do województwa toruńskiego. Według Narodowego Spisu Powszechnego (III 2011 r.) liczyła 346 mieszkańców. Jest czwartą co do wielkości miejscowością gminy Dębowa Łąka.
We wsi znajduje się parafia pod wezwaniem św. Bartłomieja.

## Zabytki
Według rejestru zabytków NID na listę zabytków wpisane są:
- kościół parafialny pw. św. Bartłomieja, XIV w., nr rej.: A/196/1-2 z 13.07.1936
- cmentarz rzymskokatolicki grzebalny, przy kościele pw. św. Bartłomieja, 1 połowa XIX w., nr rej.: A/196/1-2 z 31.12.1987
- park dworski, połowa XIX w., nr rej.: 497 z 1.10.1985
- drewniany wiatrak koźlak, przełom XIX/XX w., nr rej.: 353 z 11.07.1980.

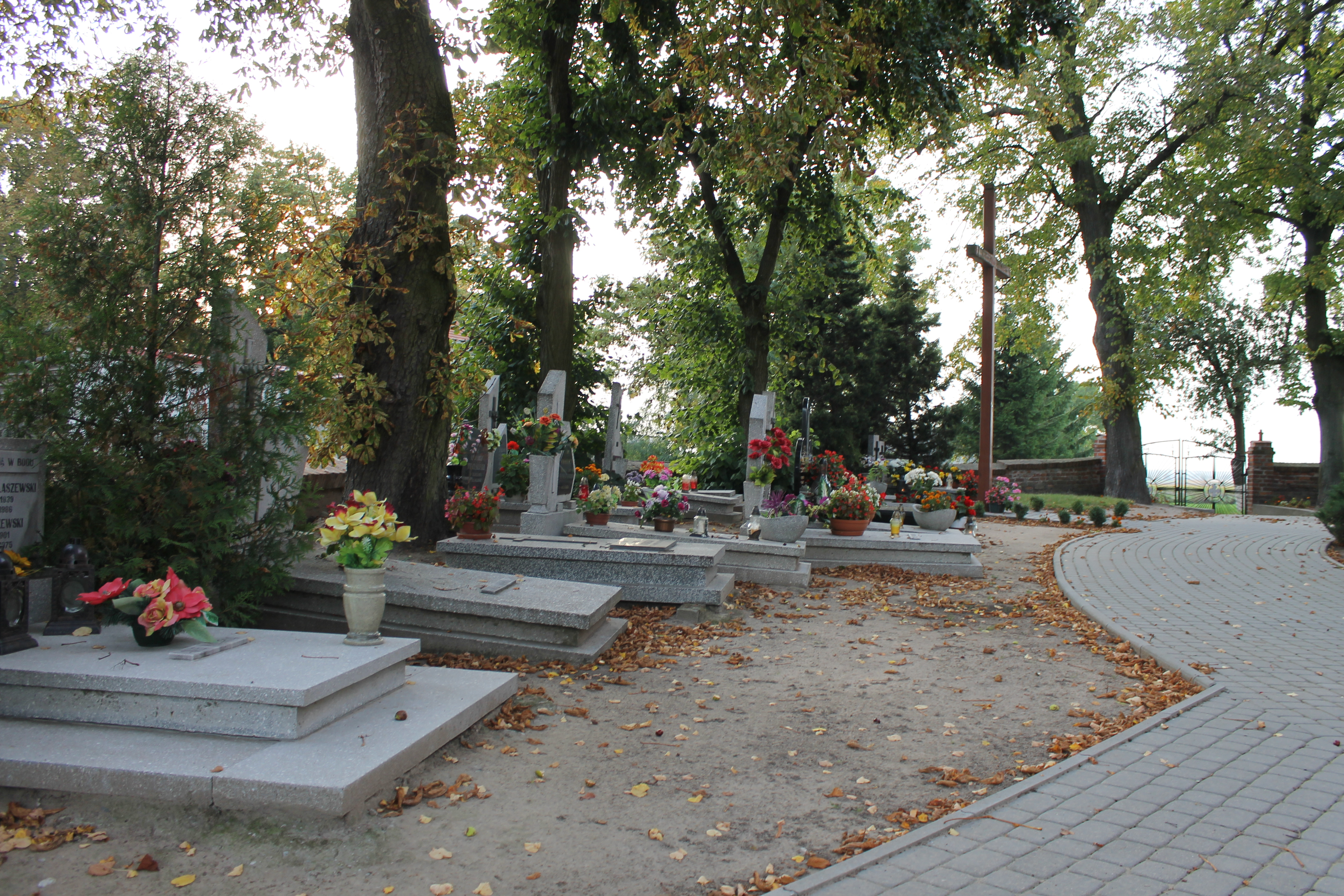
Cmentarz
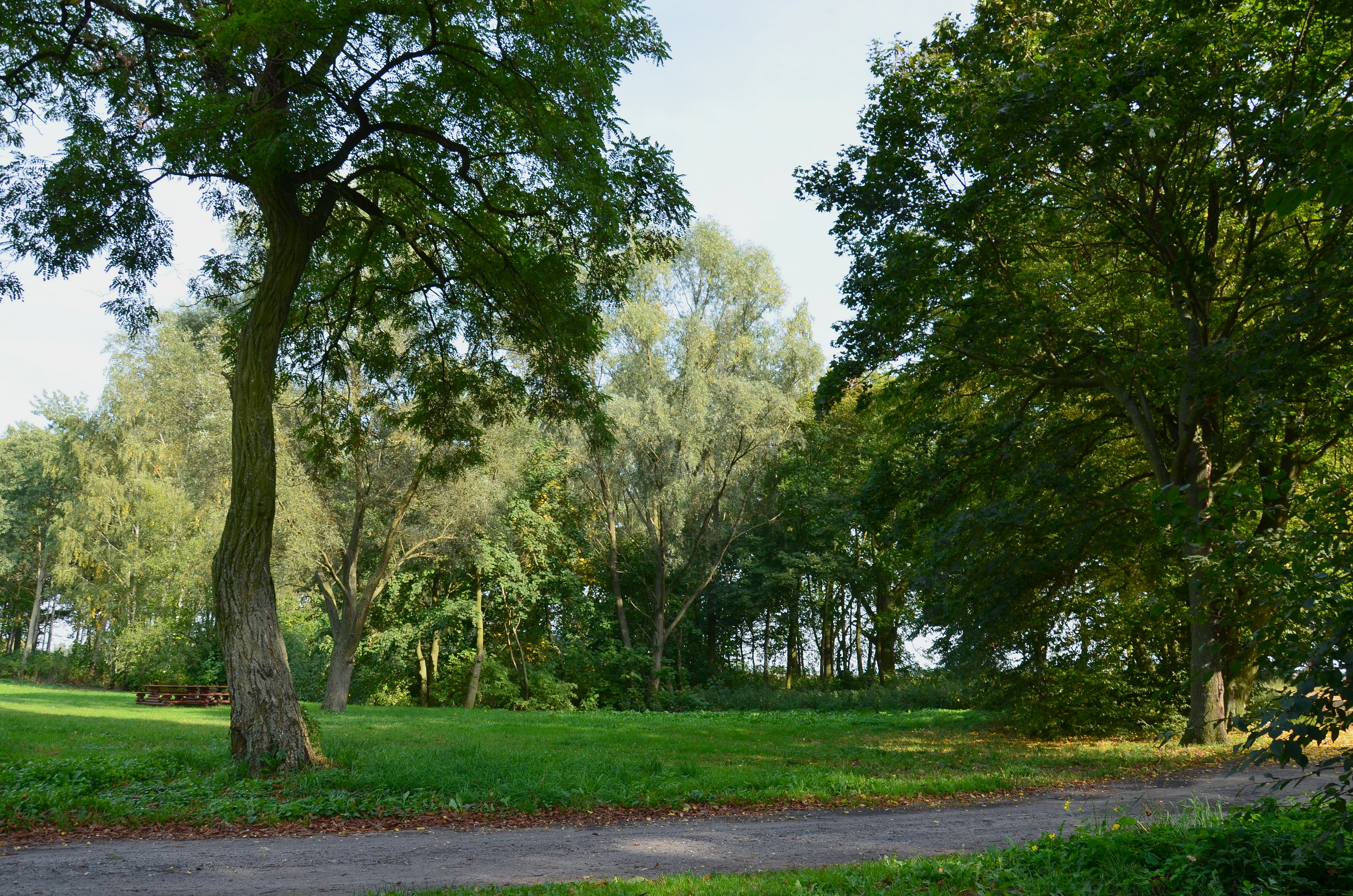
Park dworski
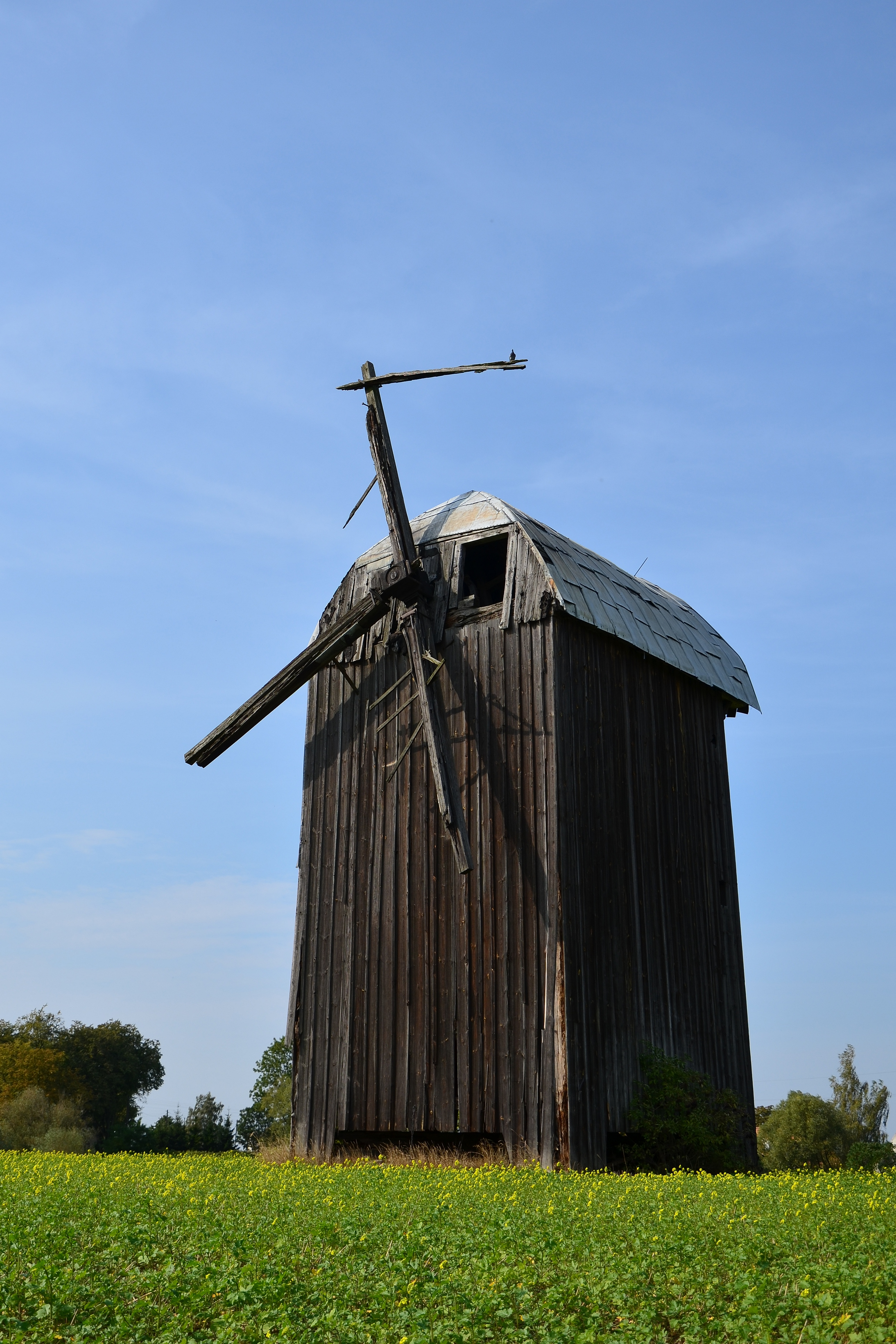
Wiatrak koźlak